# Seleção Galesa de Rugby League
A Seleção Galesa de Rugby League é a equipe que representa o País de Gales no rugby league mundial. Seus jogadores são apelidados de The Dragons.
No País de Gales, o league é um código de rugby menos popular que o rugby union (cuja seleção galesa é uma das maiores potências), como na maior parte do mundo: apenas na Austrália, na Papua-Nova Guiné e no norte da Inglaterra ele é o código preferido em relação ao union; na maior parte das Copas do Mundo de Rugby League, até a edição de 1989-92, os galeses juntaram-se aos demais britânicos e foram representados pela Grã-Bretanha.

## História
Embora menos popular localmente, o rugby league tem alguma difusão em Gales. A Copa do Mundo de Rugby League de 1975 inclusive teve participação da seleção galesa, e também da inglesa, ambas no lugar da Grã-Bretanha para competirem com a australiana, a francesa e a neozelandesa. O formato de 1975 não fez sucesso e a seleção da Grã-Bretanha foi retomada nos mundiais seguintes até a edição de 1989-92.
A partir da Copa de 1995, Gales e Inglaterra voltaram a ser representados por seleções separadas. A galesa vem competindo continuadamente com sua seleção própria desde então. Naquele mundial de 1995, a seleção contou com diversos ex-jogadores da seleção de rugby union: John Devereux, Paul Moriarty, Adrian Hadley inclusive haviam jogado a Copa do Mundo de Rugby Union de 1987, a primeira deste esporte. Richard Webster e Dai Young estiveram nela e também na de 1991. Scott Gibbs na de 1991 também. Devereux, Moriarty e Jonathan Davies, outro competidor de 1987, já haviam jogado a Copa do Mundo de Rugby League de 1989-92 pela Grã-Bretanha. O País de Gales havia atravessado na virada da década de 1980 para a de 1990 por momentos de greve e desemprego. Muitos jogadores de rugby union, que foi obrigatoriamente amador até 1995 passaram então ao league, que admitia o profissionalismo, mesmo com a mudança até então podendo acarretar no banimento perpétuo de praticar o union (o que também acabou em 1995).
Além das Copas do Mundo, Gales também participa ocasionalmente do Torneio Quatro Nações de Rugby League, competição anual que reúne Austrália, Inglaterra e Nova Zelândia (as mais fortes da modalidade) e um convidado, alternado nos anos pares com o campeão da Copa do Pacífico, nos anos ímpares, o vencedor da Copa da Europa (vencida por Gales em 2011), a contar com as demais seleções europeias.
A nível de clubes, Gales esporadicamente tem um representante na Super League, o campeonato inglês da modalidade, um dos dois únicos relevantes no mundo, ao lado do australiano. De 2009 a 2011, o clube galês na Super League foi o Celtic Crusaders.